# Garulia
Garulia é uma cidade e um município no distrito de North 24 Parganas, no estado indiano de Bengala Ocidental.

## Geografia
Garulia está localizada a 22° 49′ N, 88° 22′ L. Tem uma altitude média de 13 metros (42 pés).

## Demografia
Segundo o censo de 2001, Garulia tinha uma população de 76 309 habitantes. Os indivíduos do sexo masculino constituem 53% da população e os do sexo feminino 47%. Garulia tem uma taxa de literacia de 73%, superior à média nacional de 59,5%: a literacia no sexo masculino é de 79% e no sexo feminino é de 67%. Em Garulia, 10% da população está abaixo dos 6 anos de idade.